# Karel Exner (duchovní)
Karel Exner (21. prosince 1920 Studenec – 16. srpna 2022 Nová Paka) byl český římskokatolický kněz, dlouholetý novopacký farář a emeritní probošt královéhradecké katedrální kapituly.

## Život
Narodil se 21. prosince 1920 v tkalcovské rodině Karla a Anny Exnerových ve Studenci, za sourozence měl tři starší sestry. Ke kněžství směřoval již od mládí, vystudoval gymnázium v Jilemnici a v roce 1939 vstoupil do kněžského semináře v Hradci Králové, kde patřil mezi jeho spolužáky pozdější arcibiskup Karel Otčenášek. Na kněze byl vysvěcen 3. června 1944 biskupem Mořicem Píchou v seminárním kostele sv. Jana Nepomuckého, následující den sloužil primici v rodném Studenci.
Po vysvěcení nastoupil jako kaplan v Jaroměři, kde prožil konec druhé světové války. 2. září 1946 byl přeložen jako administrátor do Horních Štěpanic. Ve farnosti inicioval řadu oprav a v poválečném oživení se mu dařilo pořádat i větší pastorační akce, např. slavné biřmování či lidové misie. Ve správě měl též sousední farnost Vítkovice.
V pondělí 24. července 1950 byl zatčen Státní bezpečností a internován v pracovním táboře v Želivě spolu s dalšími režimu nepohodlnými kněžími a řeholníky. Po roce byl přemístěn do pracovního a převýchovného tábora v Hájku, kde strávil další dva roky. V roce 1953 byl povolán do Pomocných technických praporů, v nichž pracoval na Slovensku na stavbách ve Zvolenu, Banské Bystrici či Pezinku. Po celou dobu odnětí svobody nebyl z ničeho obžalován.
V květnu 1954 byl propuštěn do civilu a díky bývalému spolužákovi z gymnázia získal místo skladníka v továrně Sport v Zálesní Lhotě, protože neměl státní souhlas k výkonu kněžské služby. Na podzim roku 1956 se mu podařilo státní souhlas získat a mohl nastoupit do duchovní správy: rok a půl strávil v posázavských Chřenovicích, poté se stal farářem ve Světlé nad Sázavou.
Roku 1976 po menším konfliktu se státní mocí byl přeložen jako administrátor do Hostinného, odkud v roce 1982 přešel do Nové Paky, kde se zasloužil mimo jiné o obnovu kostela sv. Mikuláše a klášterního kostela Nanebevzetí Panny Marie.
V roce 1991 byl jmenován proboštem královéhradecké kapituly, roku 2003 mu byl udělen titul monsignore a roku 2006 se stal čestným občanem Nové Paky.